# Carlos Rodríguez (tennis)
Pour les articles homonymes, voir Carlos Rodríguez et Rodríguez.
Carlos Rodríguez, né le 1er janvier 1964 en Argentine, est un entraîneur argentin de tennis.
Il a été notamment l'entraîneur de la joueuse de tennis belge Justine Henin de 1996 à 2008 puis de 2009 à 2011.

## Biographie
Il habite désormais en Belgique (Limal) avec sa femme Elke et ses deux fils : Manuel et Mattheo.
En juin 2006, pendant Roland-Garros, Carlos et Justine ont fêté leurs dix ans de collaboration. À cette occasion, Justine a d'ailleurs déclaré : "Dix ans, ce n'est pas rien dans le tennis actuel. On est bien conscient que c'est un sacré bout de chemin. Cela me donne envie de continuer très longtemps. Jusqu'au bout, ce sera avec lui et avec personne d'autre, c'est sûr."
En décembre 2008 il est l'entraîneur de Yanina Wickmayer, puis il entraîne de nouveau Justine Henin en 2009 pour son retour à la compétition.
Durant l'été 2012, il devient entraineur de Li Na, collaboration qui se termine en 2014 après sa défaite au second tour à Wimbledon. 